# ساينت أندر دو لاد ساينت جين (كيبك)
ساينت أندر دو لاد ساينت جين (بالإنجليزية: Saint-André-du-Lac-Saint-Jean, Quebec)‏ هي local municipality of Quebec تقع في كندا في Le Domaine-du-Roy Regional County Municipality. يقدر عدد سكانها بـ 488 نسمة ومساحتها 146.50 كم2 .